# Zuidwending (Veendam)
Zuidwending (Gronings: Zuudwenden) is een plaats in de gemeente Veendam in de Nederlandse provincie Groningen.
De plaats is ontstaan langs het Zuidwendingerhoofddiep, het kanaal dat onder beheer was bij het waterschap Zuidwending.

## Aardappelmeelfabriek
Tussen 1893 en de jaren 1970 stond bij Zuidwending aardappelmeelfabriek O.J. Meijer, ook bekend als Aardappelmeelfabriek Zuidwending. Vanaf 1935 was de naam Nationale Zetmeelindustrie (NZI).

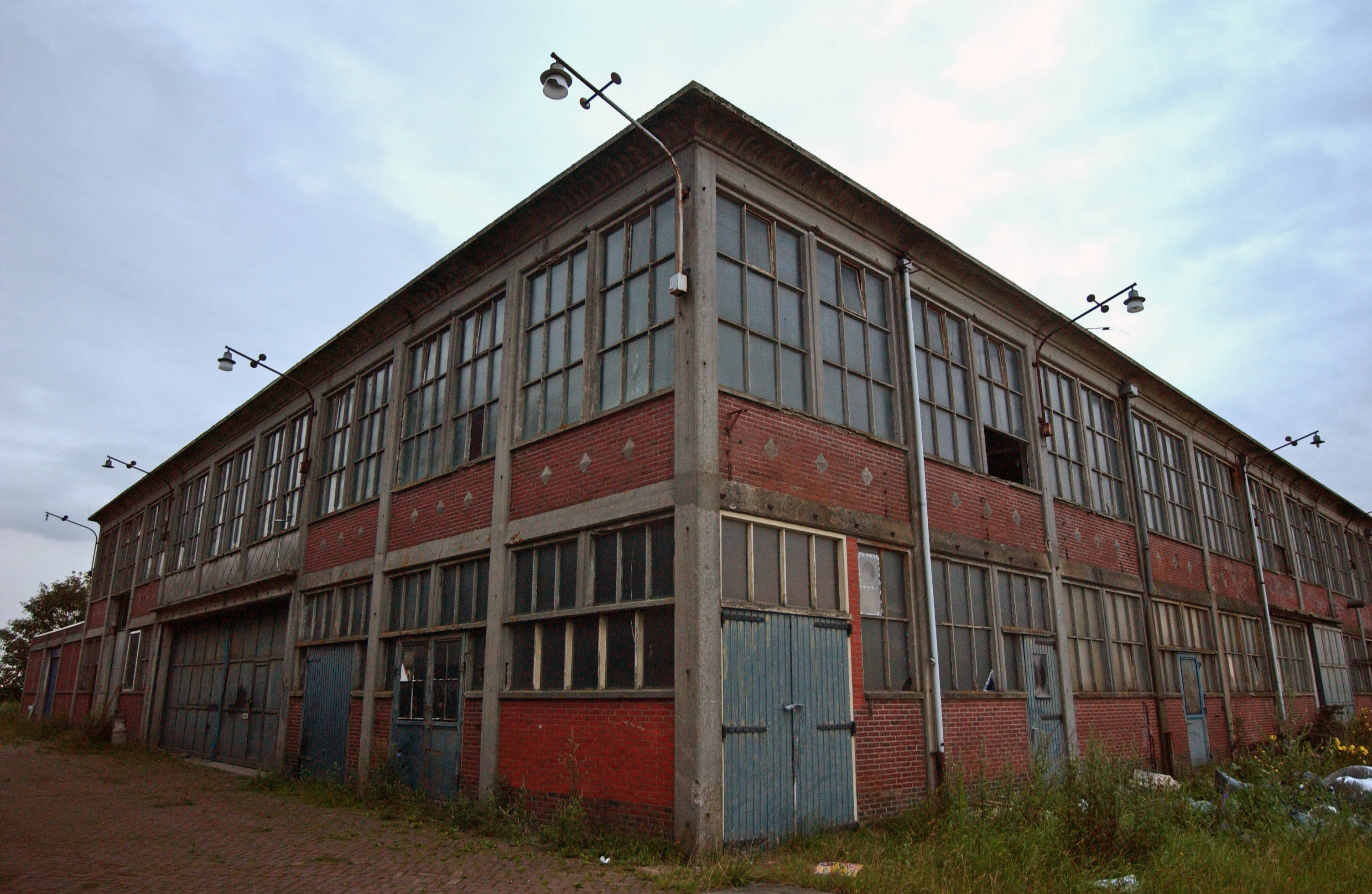
Aardappelmeelfabriek Zuidwending
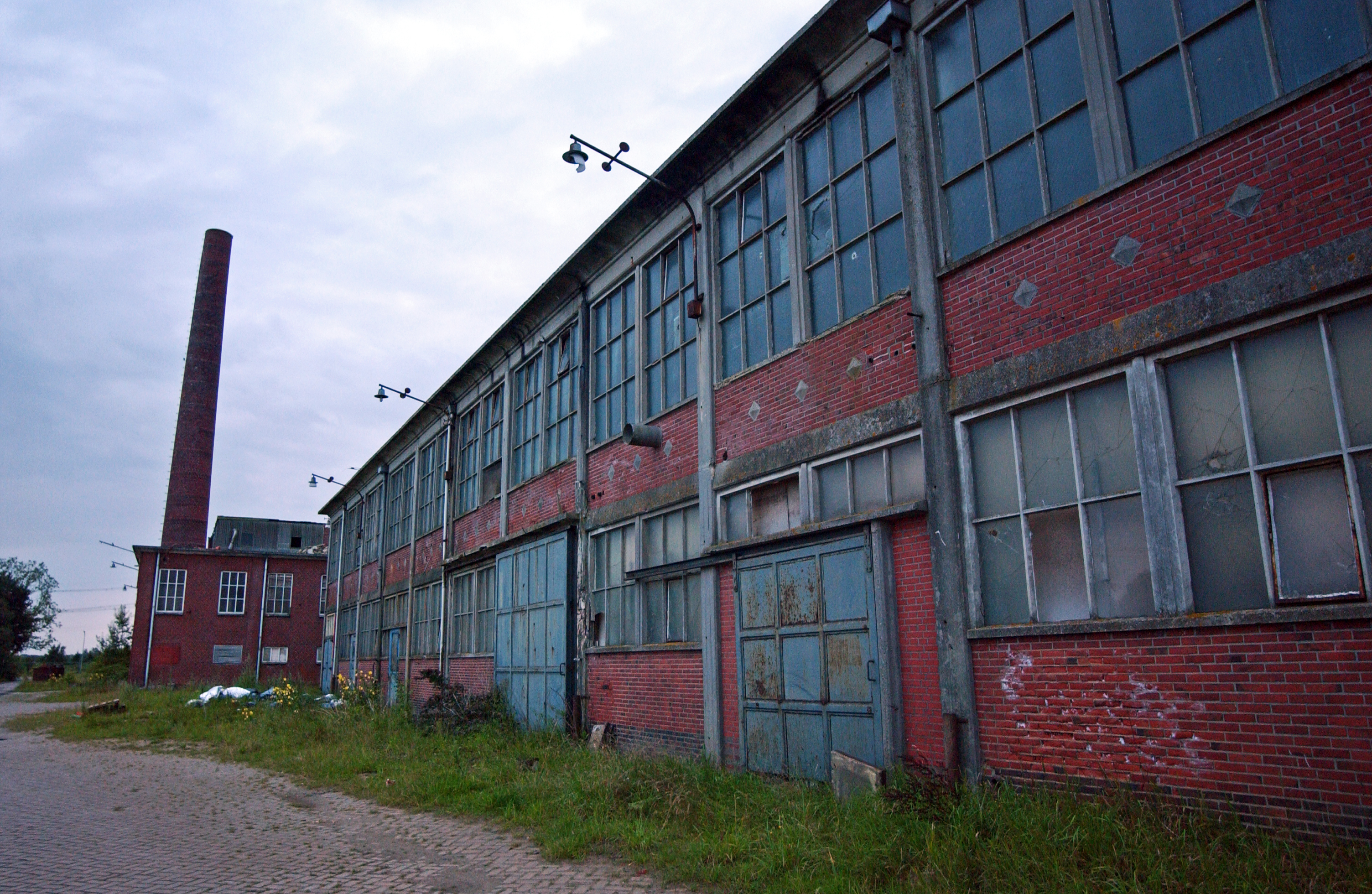
Met schoorsteen
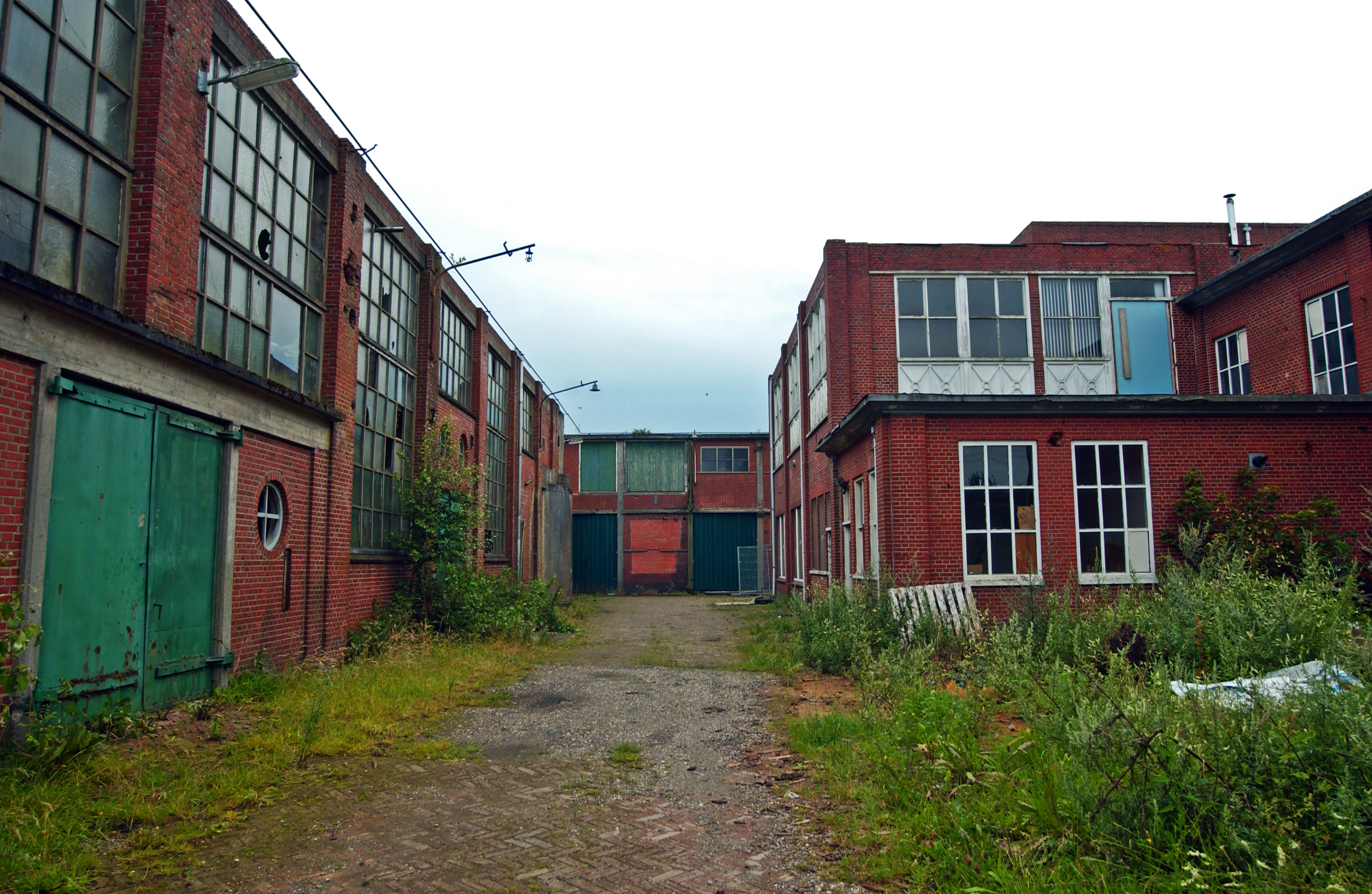
Binnenplaats

## Ondergrondse gasopslag
Tussen Zuidwending en Ommelanderwijk, in de polder Noorderwijk aan de Zoutweg, werd in 2011 een ondergrondse gasopslag in gebruik genomen, waarbij voor het eerst in Nederland gas wordt opgeslagen in zoutcavernes. De aanleg heeft 600 miljoen euro gekost en is bedoeld voor het opvangen van plotselinge schommelingen in de vraag naar aardgas.
De opslag bestaat uit een gasinstallatie bovengronds en uit vijf cavernes, waarvan er in 2011 vier gereed waren en de laatste in 2013 gereed gekomen is. De cavernes liggen op een diepte van 1000 tot 1500 meter. Vier cavernes hebben een gemiddelde hoogte van 300 meter en een diameter van 50 tot 60 meter en hebben per stuk een werkgasvolume van ongeveer 50 miljoen m³. De vijfde caverne heeft een hoogte van 500 meter en een doorsnede van zo’n 80 meter. Het kussengas houdt de gasdruk op 180 bar.
Op 1 januari 2011 werd de nieuwe gasopslag operationeel. In het eerste jaar van bedrijfsvoering is een totale hoeveelheid van 1314 miljoen m³ aardgas geïnjecteerd en 1369 miljoen m³ afgenomen. Op 1 januari 2012 was de totale hoeveelheid opgeslagen werkgas 160 miljoen m³. Uit de vijf cavernes kan maximaal 1,8 miljoen m³ gas per uur geproduceerd worden en kan maximaal 1 miljoen m³ per uur worden geïnjecteerd.